# Adolf Kirchhoff
Johann Wilhelm Adolf Kirchhoff (Berlín, 6 de enero de 1826 - 26 de febrero de 1908) fue un estudioso filólogo y epigrafista alemán.
En 1865 fue elegido profesor de filología clásica en la Universidad de Humboldt

## Obras
- Die Homerische Odyssee (1859)
- edición de Plotino (1856)
- edición de Eurípides (1855 y 1877-1878)
- edición de Esquilo (1880)
- Hesíodo (Works and Days, 1881)
- Jenofonte, On the Athenian Constitution (3rd ed., 1889)
- Uber die Entstehungszeit des Herodotischen Geschichtswerkes (2nd ed., 1878)
- Thukydides und sein Urkundenmaterial (1895).

Los siguientes trabajos son el resultado de sus estudios epigráficos y paleográficos
- Die Umbrischen Sprachdenkmaler (1851)
- Das Stadtrecht von Bantia (1853)
- Das Gotische Runenalphabet (1852)
- Die Fränkischen Runen (1855)
- Studien zur Geschichte des Griechischen Alphabets (4th ed., 1887).

La segunda parte del cuarto volumen de Corpus Inscriptionum Graecarum (1859), conteniendo las inscripciones cristianas y el volumen i. de Corpus Inscriptionum Atticarum (1873, conteniendo las inscripciones anteriores a 403) con los suplementos (vol. iv. pts. 13, 1877-1891) fueron editados por él.